# Teateråret 1891

## Händelser

### November
- 30 november – Den sista föreställningen ges i det Gustavianska operahuset i Stockholm, Sverige, innan det rivs och ett nytt operahus börjar byggas. Under mellantiden (fram till 1898) spelar man på Svenska teatern på Blasieholmen.[1]
- 26 december – Den första föreställningen på ovannämnda provisoriska scen ges.[1]

## Årets uppsättningar

### Mars
- 13 mars – Henrik Ibsens pjäs Gengångare spelas en enda gång i London i London, England, Storbritannien på Royalty Theatre. För att undgå Lord Chamberlain's Offices censur sätts den upp privat av Independent Theatre Society, men får även senare stark kritik av moraliska skäl.[2]
- 20 mars – Anne Charlotte Lefflers pjäs Familjelycka har urpremiär på Dramaten  i Stockholm.[3]

### September
- 8 september – Wilma Lindhes pjäs En ny rôle har urpremiär på Dramaten i Stockholm.[4]

### December
- 9 december – Anna Wahlenbergs pjäs Två valspråk har urpremiär på Dramaten i Stockholm.[5]

### Okänt datum
- Anne Charlotte Lefflers pjäs Moster Malvina har urpremiär på Dagmarteatret i Köpenhamn.[6]

## Födda
- 20 januari – Ernst Rolf, svensk sångare, skådespelare och revyartist.
- 2 april – Nils Dahlgren, svensk sångare och skådespelare.
- 14 april – Karl Gerhard, svensk revyförfattare, skådespelare, sångare, satiriker och teaterdirektör.
- Fanny Falkner, svensk skådespelare och miniatyrmålare.